# Brett Cameron
Pour les articles homonymes, voir Cameron.
Pas d'image ? Cliquez ici

a Compétitions nationales et continentales officielles uniquement.

b Matchs officiels uniquement.
Dernière mise à jour le 30 avril 2024.
Brett Cameron, né le 4 octobre 1996 à Wanganui (Nouvelle-Zélande), est un joueur international néo-zélandais de rugby à XV. Il joue au poste de demi d'ouverture. Il évolue avec la franchise des Hurricanes en Super Rugby depuis 2023.

## Carrière

### En club
Brett Cameron naît et grandit dans la ville de Wanganui dans la région de Manawatu-Wanganui (île du Nord). Il est scolarisé au Cullinane College (en) dans ville natale, et joue au rugby avec l'équipe de l'établissement, dont il est le capitaine,. À la même période, il représente les équipes jeunes de la province de Wanganui. Il joue également avec l'équipe des moins de 18 de la franchise des Hurricanes en 2014.
En plus du rugby, Cameron pratique également le cricket avec son lycée et sa province. Il est le capitaine de l'équipe de son lycée en 2014. Il se montre suffisamment performant dans cette discipline pour faire partie de la sélection néo-zélandaise des moins de 17 ans en 2013.
Après avoir terminé le lycée, il déménage dans la région de Canterbury pour étudier à l'université de Lincoln (en). Il joue alors au rugby avec le club de l'université, le Lincoln University RFC, engagé dans le championnat amateur régional. En 2017, il joue avec l'équipe Development (espoir) des Crusaders.
Il fait ses débuts professionnels en 2017 avec la province de Canterbury en National Provincial Championship (NPC),. Il est la doublure de Richie Mo'unga, et dispute neuf rencontres pour trois titularisations,,.
En 2018, il fait à nouveau partie de l'effectif de l'équipe Development des Crusaders. En mars 2018, il profite des blessures de Mo'unga et Delany pour être promu avec l'équipe première de la franchise. Il fait sa première apparition sur une feuille de match le 17 mars 2018 contre les Highlanders, mais n'entre pas en jeu. Il joue finalement son premier match de Super Rugby en tant que remplaçant, le 23 mars 2018 contre les Bulls, entrant six minutes en fin de match. Il s'agit de la seule rencontre qu'il dispute lors de la saison.
Plus tard en 2018, il profite de l'absence de Mo'unga retenu en sélection pour s'imposer comme le demi d'ouverture titulaire de Canterbury. 
Il rejoint véritablement l'effectif professionnel des Crusaders pour la saison 2019 de Super Rugby,. Cette saison s'avère décevante dans la mesure où Mitchell Hunt (en) lui est préféré comme doublure privilégiée de Mo'unga, et il ne joue que cinq matchs, dont une seule titularisation,.
En 2020, il continue d'avoir une faible quantité de temps de jeu, malgré le départ de Hunt,. Par exemple, lors des quatre premiers matchs du Super Rugby Aotearoa, le polyvalent David Havili lui est préféré sur le banc comme remplaçant au poste de demi d'ouverture.
Après une saison 2021 où il ne dispute aucune rencontre avec les Crusaders, il décide au mois de juillet de quitter la Nouvelle-Zélande pour rejoindre le Japon, et le club des Kamaishi Seawaves (en),.
Avant son départ au Japon, il dispute la saison 2021 de NPC avec la province de Manawatu, retournant ainsi dans la région où il a passé son enfance. Il s'impose immédiatement comme le demi d'ouverture titulaire de l'équipe, et produit de bonnes performances dès le début de la compétition,. Au terme du championnat, il est considéré comme le meilleur joueur à son poste,.
Il fait ses débuts avec Kamaishi en janvier 2022, et dispute la deuxième division de League One,.
En 2022, après être retourné en Nouvelle-Zélande afin de disputer une deuxième saison de NPC avec Manawatu, il s'engage pour deux saisons avec la franchise des Hurricanes à partir de la saison 2023 de Super Rugby.

### En équipe nationale
Brett Cameron participe aux camps d'entrainement de la sélection scolaire néo-zélandaise (en) en 2014, mais ne sera finalement pas retenu dans le groupe final. De même, il s'entraine avec l'équipe de Nouvelle-Zélande des moins de 20 ans en 2015, en préparation du championnat du monde junior, mais n'est finalement pas sélectionné,.
Malgré le fait qu'il n'ai joué qu'une poignée de minutes en Super Rugby, il est sélectionné pour la première fois avec les All Blacks par Steve Hansen en novembre 2018 pour participer à la tournée d'automne au Japon. Il connait sa première cape le 3 novembre 2018, à l’occasion d’un match contre l'équipe du Japon à Tokyo.

## Palmarès

### En club
- Vainqueur du NPC en 2017 avec Canterbury.

- Champion du Super Rugby en 2018 et 2019 avec les Crusaders.
- Champion du Super Rugby Aotearoa en 2020 avec les Crusaders.

## Statistiques
Au 30 avril 2024, Brett Cameron compte 1 cape en équipe de Nouvelle-Zélande, dont aucune en tant que titulaire, depuis le 3 novembre 2018 contre l'équipe du Japon à Tokyo.